# Ircinia cuspidata
Ircinia cuspidata är en svampdjursart som beskrevs av Wilson 1902. Ircinia cuspidata ingår i släktet Ircinia och familjen Irciniidae. Inga underarter finns listade i Catalogue of Life.